# Marko Rehmer

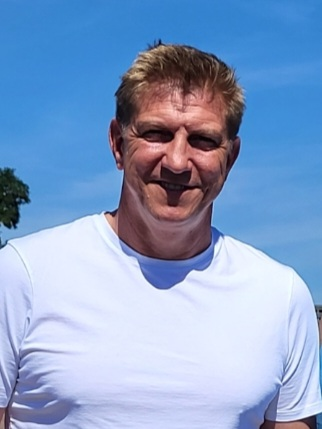
Marko Rehmer

Marko Rehmer (Oost-Berlijn, 29 april 1972) is een Duits voormalig voetballer die als verdediger speelde.
Rehmer groeide op in de DDR en brak vanaf 1990 door bij Union Berlin. In de winter van 1997 ging hij naar Hansa Rostock en in 1999 naar Hertha BSC. Hij sloot zijn loopbaan af bij Eintracht Frankfurt waarvoor hij tussen 2005 en 2007 speelde. Met Hertha won hij in 2000 en 2001 de Ligapokal en met Eintracht verloor hij de finale om de DFB Pokal in 2006.
Tussen 1998 en 2003 speelde Rehmer 35 keer voor het Duits voetbalelftal en scoorde daarbij vier keer. Hij speelde op EURO 2000 en op het wereldkampioenschap voetbal in 2002 waarop Duitsland tweede werd.